# Newton Hamilton
Newton Hamilton es un borough ubicado en el condado de Mifflin, Pensilvania, Estados Unidos. Tiene una población estimada, a mediados de 2022, de 194 habitantes.

## Geografía
La localidad está ubicada en las coordenadas 40°23′35″N 77°50′7″O / 40.39306, -77.83528 (40.392991, -77.835345).

## Demografía
Según el censo de 2000, en ese momento los ingresos medios de los hogares de la localidad eran de $30,357 y los ingresos medios de las familias eran de $32,500. Los hombres tenían ingresos medios por $29,286 frente a los $25,625 que percibían las mujeres. Los ingresos per cápita para la localidad eran de $11,584. Alrededor del 8.1% de la población estaba por debajo del umbral de pobreza.
De acuerdo con la estimación 2017-2021 de la Oficina del Censo, los ingresos medios de los hogares de la localidad son de $62,750 y los ingresos medios de las familias son de $65,833. Alrededor del 3.9% de la población está por debajo del umbral de pobreza.